# Teresa de Saldanha
Teresa de Saldanha (4 de setembro de 1837 – 8 de janeiro de 1916), de seu nome completo Teresa Rosa Fernanda de Saldanha Oliveira Juzarte Figueira e Sousa, foi uma religiosa dominicana, fundadora da Congregação das Irmãs Dominicanas de Santa Catarina de Sena e pintora portuguesa.

## Biografia

### Nascimento e Família
Teresa de Saldanha, baptizada e registada Teresa Rosa Fernanda de Saldanha Oliveira Juzarte Figueira e Sousa, nasceu a 4 de setembro de 1837, em Lisboa, no Palácio da Anunciada, na Rua das Portas de Santo Antão, sendo filha de João de Saldanha Oliveira Juzarte Figueira e Sousa, 3.º Conde de Rio Maior, e de Isabel Maria dos Prazeres de Sousa Botelho Mourão e Vasconcelos, filha do diplomata José Luís de Sousa Botelho Mourão e Vasconcelos, 1.° Conde de Vila Real e 6º Morgado de Mateus. Era a segunda filha dos quatro filhos do casal, sendo irmã de António José de Saldanha Oliveira e Sousa, 1.º Marquês de Rio Maior, José Luis de Saldanha Oliveira e Sousa e de Maria Teresa de Saldanha de Oliveira e Sousa.

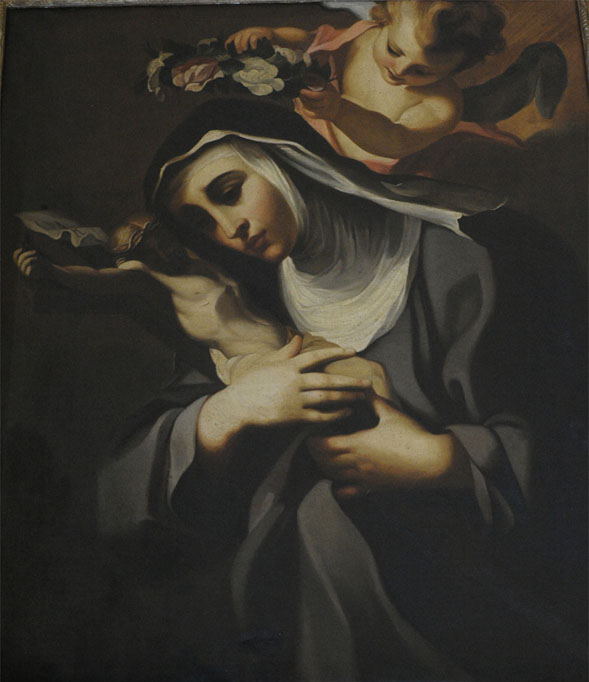
Santa Rosa de Viterbo, obra de Teresa de Saldanha

### Primeiros Anos de Vida e Formação Artística
Proveniente de uma família da alta nobreza, durante a sua infância, teve aulas em casa, sendo leccionada por vários tutores particulares em matérias distintas como História, Literatura e várias línguas, como o inglês, francês, alemão e italiano, e foi iniciada na prática da misericórdia, através da Associação de Nossa Senhora Consoladora dos Aflitos, que a sua mãe fundou em 1848, com o intuito de prestar socorro às famílias mais carenciadas.

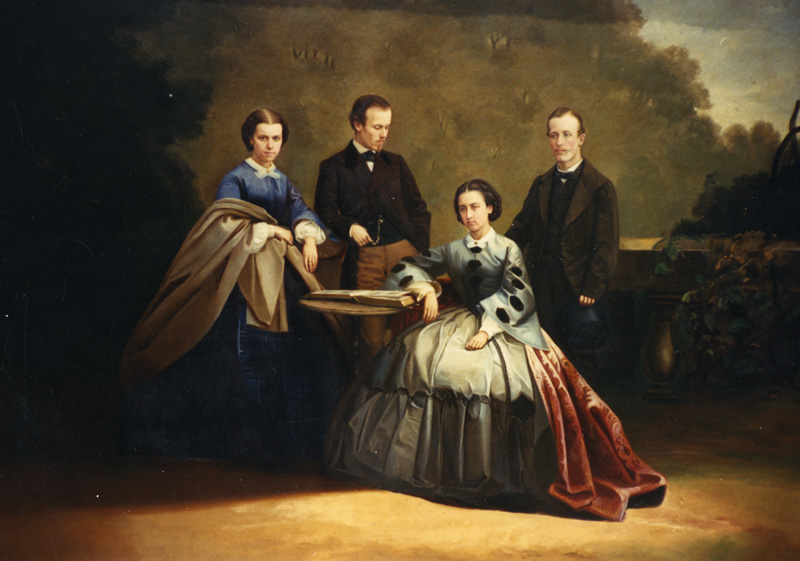
Pintura a óleo "Auto-retrato" de Teresa Saldanha com a sua família (D. António e D. José de Saldanha Oliveira e Sousa e D. Maria Isabel d'Anunciação)

Com um papel preponderante na sua vida, foi também a sua mãe que a iniciou na pintura e na música, após ter revelado possuir, bastante cedo, um talento inato para as artes. Posteriormente, Teresa de Saldanha tornou-se discípula do litógrafo Casimir Leberthais e do aguarelista e pintor Tomás da Anunciação, realizando vários retratos, paisagens, cenas do quotidiano e de iconografia religiosa de estilo romântico e naturalista.

### Voto de Castidade e Acções de Beneficência
Em 1856, após completar a maioridade e fazer o voto de castidade, Teresa de Saldanha tomou a decisão de se dedicar inteiramente a Deus e ao serviço dos pobres. Três anos depois, em 1859, fundou, em Lisboa, a Associação Protectora das Meninas Pobres, dedicando-se à educação de crianças pobres e à alfabetização e promoção de jovens operárias, através de aulas externas, provenientes sobretudo de Alfama, um dos bairros mais pobres e populosos de Lisboa.
Em 1862, começou a dirigir o Colégio de Santa Marta para Meninas Pobres, auxiliada pela associação apostólica Filhas da Caridade de São Vicente de Paulo, contudo, nesse mesmo ano, devido à proibição das ordens religiosas em Portugal, as religiosas francesas foram forçadas a abandonar o país, por entre a agitação da opinião pública, vivendo-se momentos muito conturbados, dada a politização da religião.
Com os conventos fechados e as ordens religiosas, continuamente, a serem expulsas de Portugal, desde 1834, constatando que em Lisboa não existiam comunidades ou congregações religiosas que se dedicassem ao serviço dos pobres e educação das crianças, após ser submetida a uma intervenção cirúrgica e reflectir sobre a sua vida, em 1863 Teresa de Saldanha deu a conhecer a sua intenção de entrar numa ordem religiosa de freiras dominicanas, para futuramente regressar a Portugal e fundar uma congregação religiosa, apesar do ambiente anti-congregacionista em que se vivia.

### Noviciado

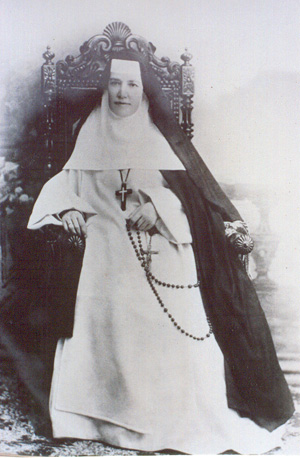
Madre Teresa de Saldanha

Em 1866, Teresa de Saldanha delineou o seu plano para fazer o noviciado na Irlanda num convento de Dominicanas Contemplativas, contudo foi impedida pelo pai, que se opunha à escolha de vida religiosa de sua filha. Somente dois anos depois, em 1868, juntamente com duas amigas, a jovem aristocrata conseguiu partir para Inglaterra, onde iniciou o noviciado a 18 de abril com o nome de Irmã Teresa Catarina Rosa Maria do Santíssimo Sacramento, regressando a Portugal em 1868, para dar início ao seu plano de criação duma congregação de Irmãs Dominicanas, seguidora de Santa Catarina de Sena.

### Ordem Dominicana de Santa Catarina de Sena
Em 1877, com o seu próprio património comprou a Quinta e o Palácio de São Domingos de Benfica, em Lisboa, criando as bases para a fundação da Casa-Mãe da congregação. Pouco depois, tomou o hábito de religiosa e, em 1887, já como Madre Teresa de Saldanha, fundou oficialmente a Congregação das Irmãs Dominicanas de Santa Catarina de Sena, restaurando a vida religiosa em Portugal. Durante esse mesmo período, promoveu a abertura de dispensários, asilos e colégios, para protecção dos menos favorecidos.

### Primeira República Portuguesa e Proibição da Ordem Religiosa
Com a Implantação da República Portuguesa, em 1910, os bens da congregação foram confiscados e as Irmãs Dominicanas foram obrigadas a dispersaram-se pela Bélgica, Espanha, Brasil, México, Angola, Moçambique, Timor, Canadá e Estados Unidos, onde implantaram novas comunidades para continuarem o seu apostolado, sob o lema "fazer o bem sempre e onde seja possível". Aquelas que ficaram em Portugal, foram acolhidas pelas próprias famílias ou por amigos, tentando, apesar de perseguidas, ainda assim continuar a sua missão. Discretamente presentes nas obras anteriormente assumidas ou arriscando novas fundações de beneficência e misericórdia, não deixaram perecer o espírito da sua Madre Fundadora. Completamente despojada dos seus bens, Madre Teresa de Saldanha viu-se então forçada a alugar uma pequena casa na Rua Gomes Freire, em Lisboa.

### Falecimento
Faleceu a 8 de janeiro de 1916, com setenta e oito anos de idade. Durante a sua cerimónia funerária, gerou-se uma grande e espontânea manifestação popular de apreço pela sua vida e obra, sendo documentados e relatados pela imprensa da época alguns episódios onde várias pessoas tentaram tocar no seu hábito durante o seu velório, sendo considerando por muitos como uma santa.

## Carreira Artística
Discípula do litógrafo Casimir Leberthais e do aguarelista e pintor Tomás da Anunciação, das várias obras de estilo romântico e naturalista que realizou durante a sua vida, sobretudo nos seus primeiros anos até decidir seguir a vida de religiosa em 1869, destacam-se os seus auto-retratos e retratos de família desenhados a carvão (1851), a pintura a óleo Ecce Homo (1855-1856), vários ilustrações e a carvão e aguarelas (1856), os painéis do Sagrado Coração de Jesus e São João Baptista (Goa, 1865), de Santa Brígida (Convento das Inglesinhas, 1865), de Nossa Senhora e o Menino Jesus (Hospital de São Luís das Irmãs da Caridade Francesas, 1865), da Beata Maria dos Anjos (1865), ou as pinturas de Mater Dolorosa, Santa Rosa de Viterbo e Rapariga com cesto ao ombro, entre muitas outras.

## Legado e Homenagens

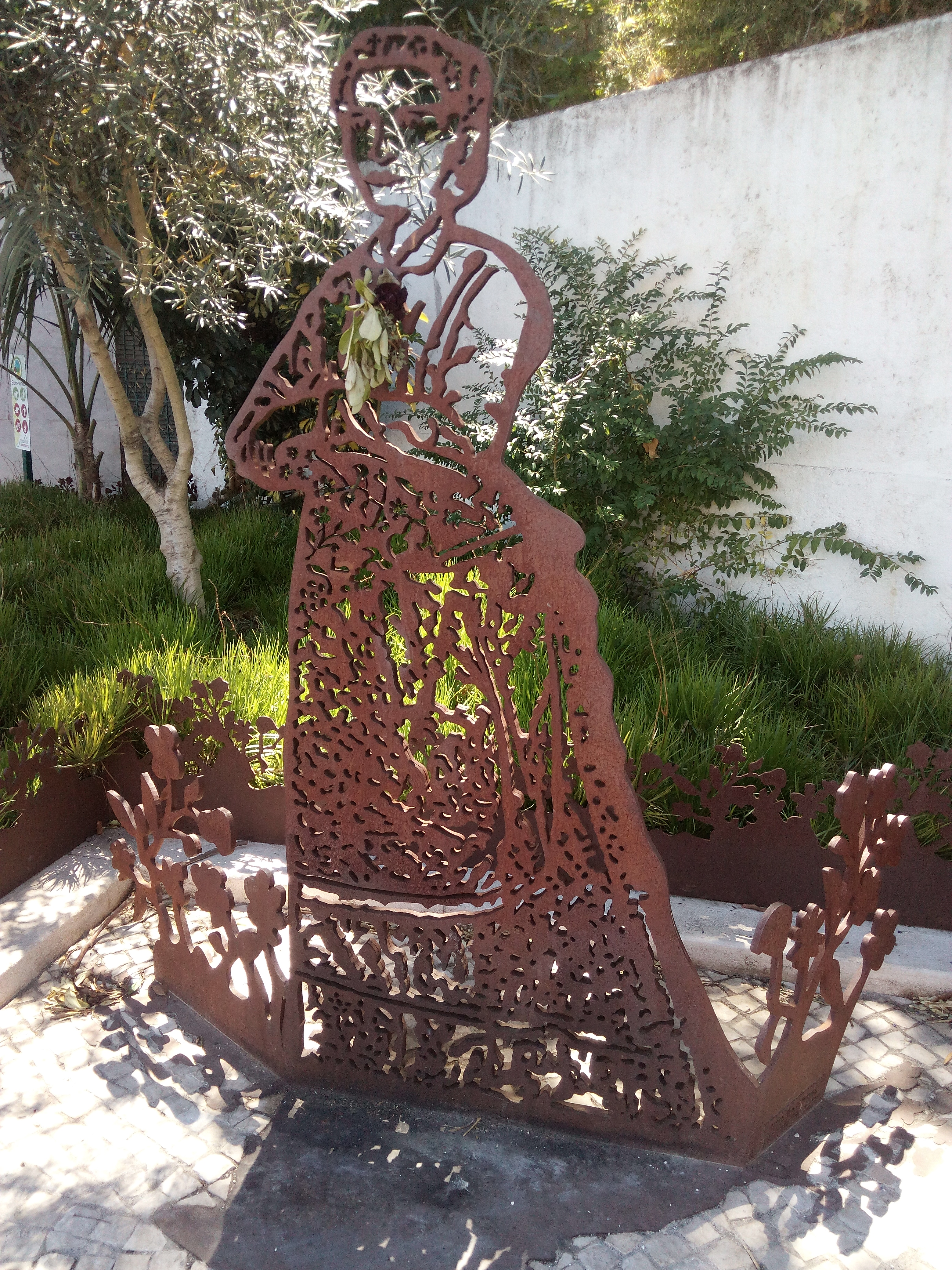
Escultura em homenagem a Madre Teresa de Saldanha, autoria do escultor português Rui Pereira (2016)

Postumamente, várias iniciativas foram realizadas em homenagem à vida da pintora e Irmã Dominicana portuguesa:
Na toponímia local, o seu nome pode ser encontrado nos concelhos de Lisboa, Rio Maior e Lagoa.
Em 1988, por ocasião dos 150 anos do seu nascimento, foi organizada uma exposição de retrospectiva com várias obras da sua autoria, na Fundação Calouste Gulbenkian, intitulada Romantismo e Misticismo na Pintura de Teresa de Saldanha.
Em 2007, as Irmãs Dominicanas de Santa Catarina de Sena homenagearam a sua fundadora com a inauguração de uma escultura da autoria do artista Renato Franco, colocada na Casa Mãe da congregação, em São Domingos de Benfica, onde também existe uma instituição para crianças, nomeadamente o Lar de Infância e Juventude Madre Teresa de Saldanha. Pela mesma ocasião, realizou-se também o lançamento do livro "Teresa de Saldanha no coração das crianças", com textos e desenhos realizados por várias crianças dos diversos países onde se encontra a Congregação.
Em 2015, o Papa Francisco reconheceu as suas “virtudes heróicas”, sendo ainda atribuído a Teresa de Saldanha o título de Venerável. Posteriormente, este acto gerou uma onda de curiosidade e redescobrimento sobre a vida e obra da religiosa portuguesa, dando ainda início ao debate se se deveria dar inicio ao seu processo de canonização na Cidade do Vaticano.
Em 2016, foi inaugurada uma escultura de autoria do artista português Rui Pereira, próximo da casa onde a artista e religiosa faleceu, na Rua Gomes Freire, nº 147, na freguesia de Arroios, em Lisboa. No mesmo ano, foi realizada uma nova exposição de retrospectiva, com um ênfase nas suas obras de temática religiosa, na Biblioteca de São Lázaro, localizada na Rua do Saco, em Lisboa.
Em 2018, o seu legado foi reconhecido pelo Município de Lisboa e a Junta de Freguesia de São Vicente, sendo a Irmã Dominicana Teresa de Saldanha homenageada nos 150 anos do início da sua missão evangelizadora e de defesa da dignidade humana, com a colocação de uma placa comemorativa na fachada do nº 5, na Calçada do Cascão, no bairro de Alfama.